# Salatares
Els salatares (llatí: Salatarae; grec antic: Σαλατάραι) van ser una tribu del nord de la Bactriana. Vivia al districte de Paropamisis prop de les serres de l'Hindu Kush al nord de l'Afganistan durant l'antiguitat. Van estar actius durant l'època persa i hel·lenística.
Van ser esmentats per Ptolemeu, que només diu que vivien a la vora del riu Oxus i segons el context del text sembla que eren nòmades. Sir William Smith va sentir que els Salatares poden ser les mateixes persones que els Saraparae esmentats per Plini el Vell, encara que això continua sent una conjectura. El més acceptat és que eren ètnicament una tribu iraniana que vivia a la riba nord del riu Oxus, que està fora del control persa i selèucida. Sembla que els seus veïns eren les tribus Zariaspa i Chomatri.